# Romanca
Romanca (od hiszpańskiego el romance) – utwór liryczny o charakterze epickim zbliżony do ballady. Od ballady różni się brakiem pierwiastka dramatycznego, lekkością i większym nasyceniem liryzmem. Romanca pojawiła się w XV w. w Hiszpanii i od tego czasu jest uprawiana przez autorów z kręgu kultury iberyjskiej i iberoamerykańskiej. Wywodzi się ze średniowiecza, ale swój największy rozkwit przeżywała w renesansie.
Klasyczna romanca hiszpańska służyła głównie do upamiętnienia wydarzeń historycznych. W innych krajach zmieniała swój charakter. Na przykład w wydaniu francuskim była pogodnym poematem sielankowym.
Romanca pojawiła się również w literaturze polskiej. Przykładem może być „Pierwiosnek” Adama Mickiewicza lub „Romanca” Zenona Przesmyckiego.